# Arschaly
Arschaly (kasachisch und russisch Аршалы; bis 1997 Вишнёвка Wischnjowka) ist ein Ort in Kasachstan.

## Geografie
Arschaly befindet sich im Zentrum Kasachstans etwa 60 Kilometer südlich der Hauptstadt Astana und 130 Kilometer nördlich von Qaraghandy. Durch den Ort fließt der Ischim, der einige Kilometer nördlich von Arschaly zu einem Reservoir aufgestaut wurde.

## Geschichte
Der Ort wurde 1890 gegründet und hieß Borissowka (Борисовка). Wenige Jahre später gab es im Dorf bereits 106 Haushalte. 1909 wurde die erste Pfarrschule eröffnet und einige Monate später wurde eine Kirche gebaut. Nachdem in den 1920er Jahren die Sowjets an die Macht gekommen waren, wurde das Dorf 1927 in Wischnjowka (Вишнёвка) umbenannt.
Im darauffolgenden Jahr wurde in Wischnjowka ein staatlicher Landwirtschaftsbetrieb gegründet. 1930 wurde im Ort ein Bahnhof an der Strecke von Akmolinsk (heute Astana) nach Karaganda eröffnet. In den folgenden Jahren erfolgte ein weiterer Ausbau der Infrastruktur, indem ein Krankenhaus und eine weiterführende Schule eröffnet wurden. 1935 wurde Wischnjowka Verwaltungssitz des neu gegründeten Rajon Wischnjowka in der Oblast Karaganda; 1939 wurde der Rajon der neu gegründeten Oblast Akmolinsk zugeschlagen.
Nach der Unabhängigkeit Kasachstans wurde der Ort 1997 in Arschaly umbenannt. Der Name leitet sich von der Wacholderart ab, die in der Umgebung wächst.

## Bevölkerung
Bei der Volkszählung 1999 hatte Arschaly 7.208 Einwohner. Die letzte Volkszählung 2009 ergab für den Ort eine Einwohnerzahl von 7.051. Die Fortschreibung der Bevölkerungszahl ergab zum 1. Januar 2025 eine Einwohnerzahl von 8.078.
| Einwohnerentwicklung | Einwohnerentwicklung | Einwohnerentwicklung | Einwohnerentwicklung | Einwohnerentwicklung | Einwohnerentwicklung |
| 1959                 | 1970                 | 1979                 | 1989                 | 1999                 | 2009                 |
| -------------------- | -------------------- | -------------------- | -------------------- | -------------------- | -------------------- |
| 2187                 | 6305                 | 7030                 | 7953                 | 7126                 | 7051                 |

## Verkehr
Arschaly liegt an der M36, die in nördlicher Richtung nach Astana und in Richtung Süden weiter über Temirtau nach Qaraghandy führt.